# Primeras rutas canadienses en canoa

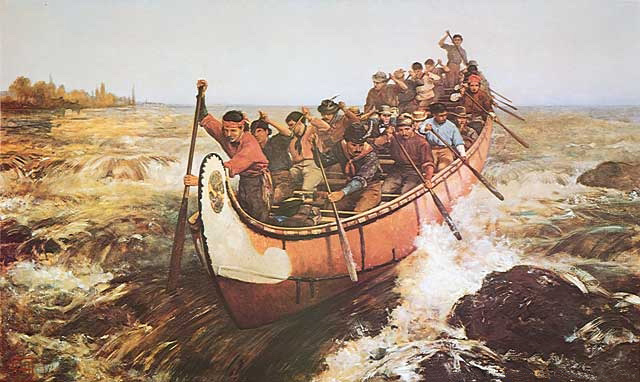
Una gran canoa de Montreal negociando los rápidos. El avant se encuentra al frente con un remo de dirección y el gobernalle en la parte posterior. Los remeros seguían las instrucciones del avant.

Este artículo describe las rutas navegables del interior utilizadas por los primeros exploradores de Canadá, movidos en general por el comercio de pieles.

## Introducción

### La colonización de Canadá: un caso análogo al de Siberia
Tanto Canadá como Siberia fueron exploradas principalmente por río. Ambos países tienen muchos ríos navegables con cortos portajes entre ellos. No hay barreras serias para las canoas viajando hacia el este de las Montañas Rocosas o desde los Urales casi hasta el Pacífico. Ambas expasiones fueron dirigidas y sufragadas por el comercio de pieles (en su mayoría de castor en Canadá; de tigres sable y muchos otros animales en Siberia). En ambos países las pieles eran obtenidas por los nativos y exportadas por los europeos. En Siberia, una banda de cosacos armados podía entrar en una aldea natal y demandar el yasak o tributo. En Canadá, las pieles se obtuvieron por un comercio honesto. Los rusos entraron por primera vez en Siberia con la conquista del kanato de Sibir en 1582 y alcanzaron el Pacífico 61 años después, en mar de Ojotsk, en 1643. La colonización europea de Canadá comenzó en 1603 y 1608 (Port Royal y Quebec City) y los canadienses llegaron al Ártico en 1789 y al Pacífico en 1793 (en sendas expediciones de Alexander MacKenzie).

### Puertas al continente

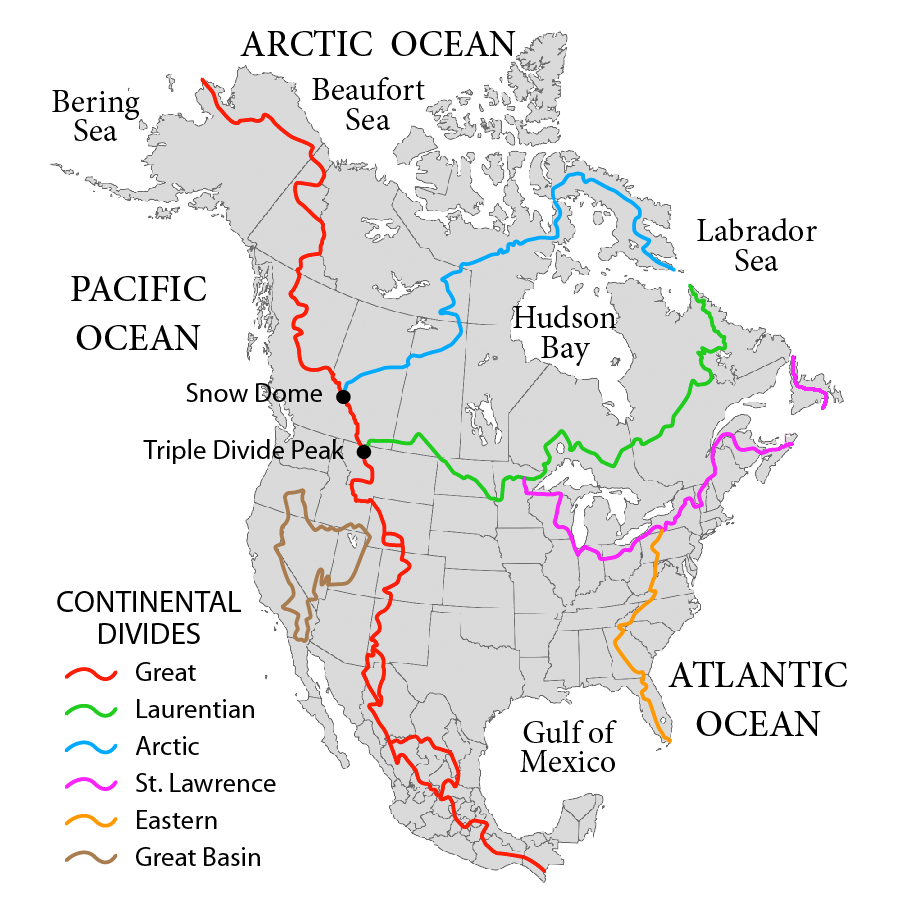
Principales cuencas hidrográficas de América del Norte

Un explorador, naturalmente, quiere viajar tan lejos como sea posible por el agua. En la bahía de Hudson acaban más de un tercio de las vías que cruzan el continente, pero es una región improductiva que está bloqueada por el hielo durante la mayor parte del año. El río Misisipí es otro de los puntos de entrada natural, pero solo empezó a ser utilizado en 1718 con la fundación del puerto de Nueva Orleans. Los primeros barcos de mar pudieron remontar el río Hudson hasta Albany, pero esto conducía al norte del San Lorenzo y el viaje al oeste estaba bloqueado por las tribus de la confederación Iroquesa. La bahía de Chesapeake y la bahía de Delaware también proporcionaban acceso a un corto viaje al interior y los otros ríos de la costa Este eran demasiado cortos o poco profundos para ser de mucha utilidad. Esto dejaba únicamente como opción el río San Lorenzo.

### Dos épocas del comercio y la exploración

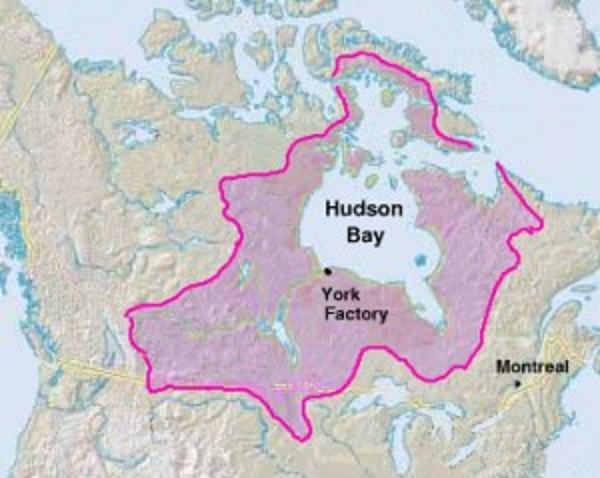
El comercio de pieles francés tenía su sede en Montreal y el posterior comercio británico en la fábrica de York. El sombreado muestra la Tierra de Rupert.

Hay dos épocas principales en la exploración y comercio en el interior del continente:
- Época francesa. En el siglo XVI los pescadores de bacalao comenzaron a comerciar con pieles, especialmente en Tadoussac, a orillas del río San Lorenzo. Con la fundación de Quebec en 1608, los coureurs des bois salían a través de los muchos ríos y lagos para comerciar con los indios, mientras que los indios llevaban sus canoas cargadas de pieles hasta Montreal. Las tribus cercanas se convirtieron en intermediarias, consiguiendo pieles tierra adentro. Montreal fue la base principal, donde las pieles se almacenaban antes de embarcarse a Europa. Al final del período, el comercio y la exploración se habían extendido a todos los Grandes Lagos y se ampliaron por el curso alto del río Misisipí. Mientras tanto, los británicos mantenían puestos en la bahía de Hudson, ignorando el interior y esperando que los indios les llevasen las pieles a esos puestos.

- Época británica. La segunda época comenzó cuando el comercio alcanzó el Pays d'en Haut, al oeste del lago Superior. En estas tierras frías el castor tenía una piel más larga y gruesa. Después de la conquista británica de Canadá en 1759, la gestión del comercio desde Montreal se llevó a cabo por hablantes ingleses, aunque el verdadero trabajo seguía siendo realizado por franco-canadienses. La Compañía del Noroeste (North West Company, NWC), con sede en Montreal, se formó en 1779, en gran parte porque las distancias se habían vuelto tan grandes como para requerir una compleja organización del sistema de transporte: la región de Athabasca estaba a 3.000 millas de Montreal y una canoa solo puede recorrer unas 1.000 millas en un mes. El coureur des bois independiente fue sustituido por el voyageur contratado al servicio de las compañías peleteras. Dado que el país del Oeste estaba demasiado lejos para un viaje de ida y vuelta en una temporada, cada primavera, cuando el hielo se derretía, las embarcaciones partían desde Montreal, mientras que los invernantes partían hacia el este. Intercambiaban sus productos en el Grand Portage, en el lago Superior, y regresaban antes de que los ríos se congelasen cinco meses después. Para ahorrar el costo de transportar los alimentos desde Montreal, los métis de alrededor de Winnipeg comenzaron la producción a gran escala de pemmican. La competencia de la Compañía del Noroeste obligó a la Hudson's Bay Company a construir puestos comerciales en el interior. Las dos compañías compitieron durante un tiempo y, en 1821, tras algunos conflictos armados entre ellas, fueron obligadas a fusionarse. La gestión conjunta fue asumida por la HBC, rica en capital, pero los métodos comerciales fueron los de los noroccidentales de Montreal. Gran parte del comercio pasó a la fábrica de York (York Factory) y más tarde algunos se fueron al sur de Minnesota. Después de 1810, los puestos occidentales estaban vinculados a las bases británicas establecidas en la costa de Oregón. A mediados de siglo, la HBC ya gobernaba un imperio continental que se extendía desde la bahía de Hudson hasta el Pacífico. El Carlton Trail se convirtió en una ruta terrestre a través de las praderas. Las reclamaciones de tierras de la HBC fueron transferidas a Canadá por la Ley de la Tierra de Rupert de 1868. Desde 1874 la Policía montada del Noroeste (North West Mounted Police, NWMP) empezó a extender el gobierno formal en el área. Las rutas del comercio de pieles se quedaron obsoletas en la década de 1880, con la llegada de los ferrocarriles y de los barcos de vapor.

## Cuenca del río San Lorenzo

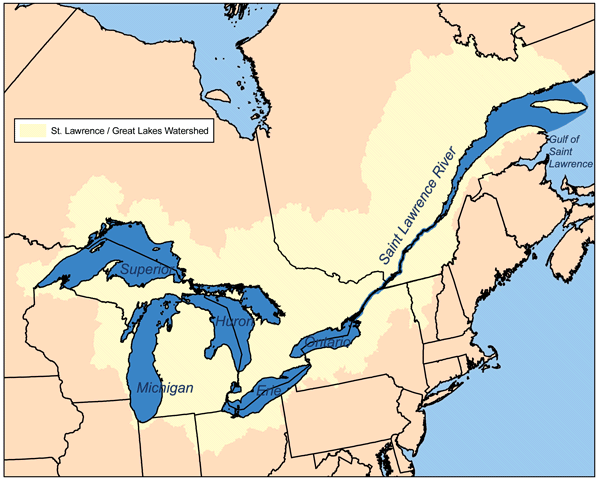
Cuenca del San Lorenzo y los Grandes Lagos. Montreal está donde la frontera Quebec-Ontario encuentra al San Lorenzo.

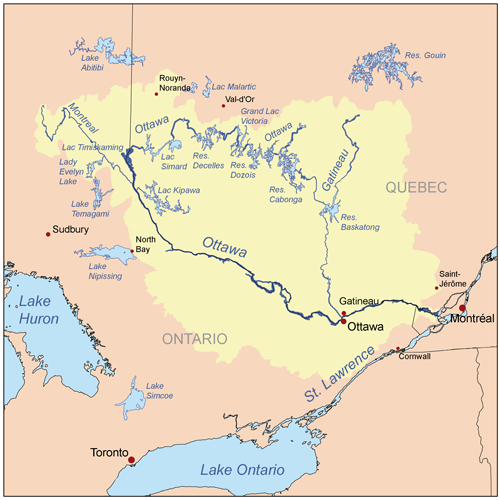
Cuenca del Ottawa (el área marcada como lago Hurón es la bahía Georgian)

Los buques de navegación marítima podían llegar, remontando el estuario del San Lorenzo y luego el propio río, hasta la ciudad de Quebec y los más pequeños podían incluso seguir aguas arriba hasta Montreal. Se podría pensar que la ruta continuaría aguas arriba por el río San Lorenzo, pero esa ruta fluvial no era practicable debido a los rápidos de Lachine y a otras zonas de rápidos localizadas aguas arriba de Montreal, como las propias cataratas del Niágara. Tampoco ayudaban a seguir esa ruta ni la hostilidad de los iroqueses, ni la menor calidad de las pieles del sur y la falta de grandes ejemplares de abedules para hacer las anoas.
La ruta al oeste desde Montreal hasta los Grandes Lagos ha sido llamada la «primera ruta transcanadiense» ('first Trans-Canada Highway') y era el principal acceso al interior. Partía desde cerca de Montreal y las canoas remontaban el río Ottawa hasta volverse a la izquierda en The Forks, la boca del río Mattawa, siguiendo por el Petite Rivière (en comparación con el Ottawa) aguas arriba hasta llegar al lago Trout. Tras un trayecto por tierra de unos 11 km, conocido como La Vase Portage [Portaje La Vasija, por un corto tramo en este río], se alcanzaba el lago Nipissing, en lo que hoy es North Bay. Luego se descendía por el río French hasta la bahía Georgian, ya en el lago Hurón. Esta ruta fue utilizada por primera vez por Samuel de Champlain en 1613 y en años posteriores.
Desde el río French se podía continuar en dirección sur hacia las misiones jesuitas hurones, localizadas en el extremo sur de la bahía Georgian (1626/40); o hacia el oeste, a través del estrecho de Mackinac hasta llegar al lago Míchigan; o hacia el noroeste de la isla Manitoulin para, tras remontar el río St Marys (26 pies diferencia de altitud), alcanzar el lago Superior, por el que los voyageuers normalmente seguían la costa norte para evitar el peligro de las que frecuentes tormentas pudiesen volcar sus embarcaciones si se decidían a cruzarlo.
Cuando los belicosos iroqueses hacían que la zona en torno a Ottawa fuese peligrosa, se utilizaba una ruta alternativa: se partía del San Lorenzo, en dirección aguas abajo, hasta llegar a Trois-Rivières y en pequeñas canoas, se remontaba el río Saint-Maurice; desde este río se cruzaba hasta las fuentes del río Mattawa, que se descendían hasta llegar a las proximidades del lago Trout. Luego la ruta seguía el mismo recorrido en dirección al oeste.
La ruta aguas arriba del río San Lorenzo —que continuaba por el lago Ontario, las cataratas del Niágara, el lago Erie, el río Detroit, el lago St. Clair, el río St. Clair y el bajo lago Hurón— fue desarrollada más tarde (Adrien Jolliet, en 1669, fue probablemente el primer europeo en seguirla) y nunca fue la ruta principal hacia el oeste.
Al norte del río San Lorenzo, también había algunas rutas por los complejos sistemas fluviales (lagos y ríos) que se usaron a veces para llegar hasta la bahía de James.

## Cuenca del río Nelson

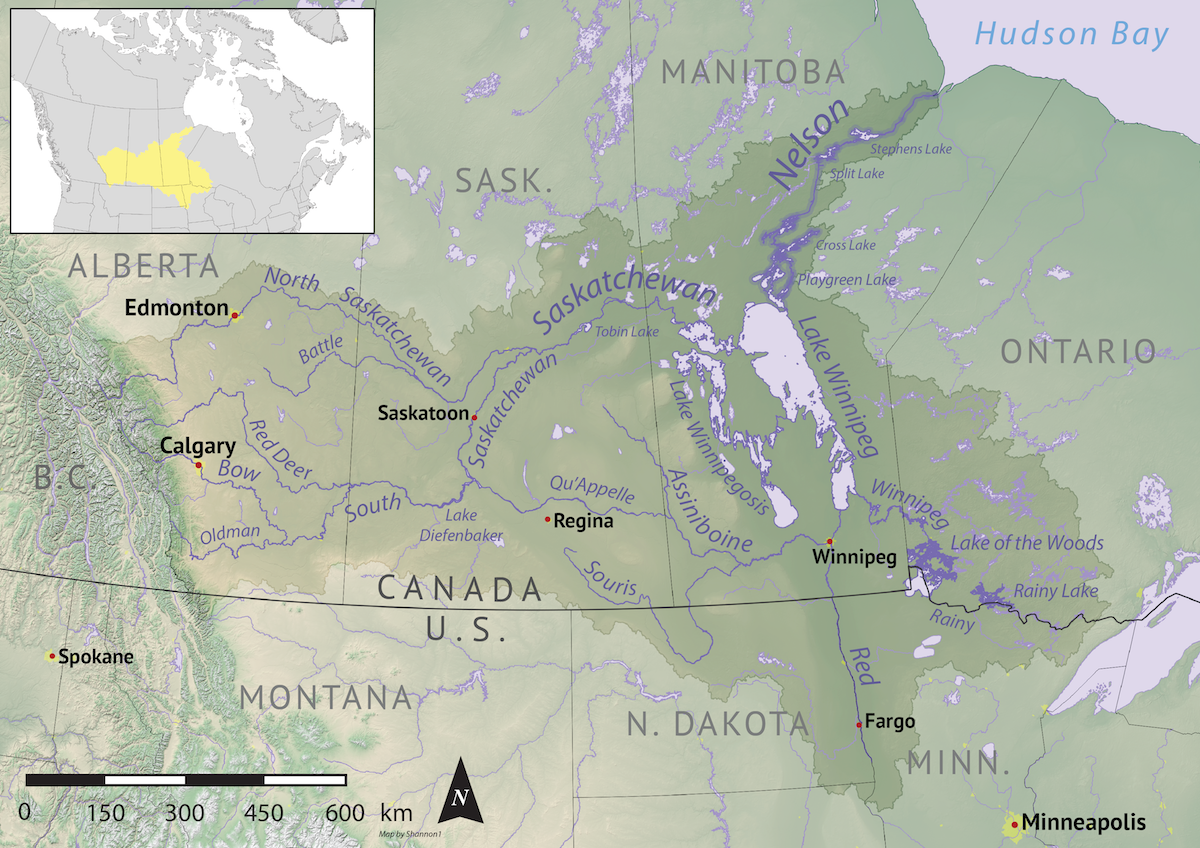
Cuenca del río Nelson

En el lugar donde la actual frontera con los EE. UU. llega al lago Superior está Grand Portaje (Minnesota). Desde aquí hasta el lago de los Bosques la ruta en canoa corría a lo largo de la actual frontera Canadá-Estados Unidos. Tras un portaje de unas 9 millas, seguía al sur de las cataratas y del cañón del río Pigeon, después al oeste, remontando los 80 km del río Pigeon y del río Arrow hasta el lago South, y a continuación a través de los 400 metros (sic) de Height of Land Portage hasta alcanzar el lago North, cuyas aguas ya drenan en la bahía de Hudson. Desde el lago North, siguiendo aguas abajo el río?, y a través de una cadena de lagos (que incluían el lago Gunflint y el lago Basswood) se llegaba hasta el lago La Croix, donde la ruta se reunía con la ruta que llegaba desde Fort William. Descendiendo el río Loon hasta el lago Namakan, se seguía al norte por cualquiera de los dos portajes del lago Rainy (aquí se estableció un almacén para acortar el viaje de la brigada de Athabasca) y por el río Rainy  hasta llegar al lago de los Bosques, 210 millas al oeste-noroeste de Grand Portage. Dejando la actual frontera de los EE. UU. en dirección noroeste, siguiendo aguas abajo por el río Winnipeg, se tenían que realizar 26 portajes hasta alcanzar el lago Winnipeg, un mal lago para navegar en pequeñas embarcaciones. Esta área fue abierta por Pierre Gaultier de Varennes, sieur de La Vérendrye, en 1731-37. Luego se podía seguir la corriente aguas abajo hasta el río Nelson y alcanzar la bahía de Hudson, aunque esta ruta no era muy útil. (El río Nelson es difícil de navegar y se prefería el río que discurre en paralelo, el río Hayes. La ruta Hayes se volvió aún más importante después de 1821, cuando gran parte del comercio de pieles pasó desde Montreal a la fábrica de York).
En 1803 se encontró que el Grand Portaje estaba en el lado estadounidense de la frontera y el puesto comercial del lago Superior se movió 45 millas al noreste hasta Fort William, Ontario. (Para las dos rutas que siguen desde el lago Superior ver los artículos del Monumento Nacional Grand Portage y del río Kaministiquia).
Una ruta menor discurría desde Duluth (hoy Minnesota) en dirección oeste y norte hasta alcanzar el río Saint Joseph y el río Embarass. Luego se hacía un portaje en otro Height of Land Portage y se seguía en dirección norte por el río Pike y el río Vermilion hasta alcanzar el lago Rainy, ya en la ruta de Grand Portage. Durante las negociaciones del Tratado Webster-Ashburton, Gran Bretaña trató de hacer que esta ruta fuera la frontera canadiense.
El río Saskatchewan desagua en el lago Winnipeg en Grand Rapids (Manitoba) (Manitoba). En torno a estos rápidos hasta lago Cedar (el lago Cedar es como se conoce conjuntamente una extensa cadena de lagos localizada al oeste del lago Winnipeg). Aunque no se utilizó mucho, una ruta iba desde el sur del lago Cedar, en el portaje Mossy, de unas 4 millas, hasta llegar al lago Winnipegosis y, a continuación, seguía por el portaje Meadow, de milla y media, al lago Manitoba y, por último, por el portaje de 5 millas de Portaje La Prairie, se alcanzaba el río Assiniboine. Otra ruta alcanzaba el lago Manitoba desde el lago Winnipeg a través del río Dauphin.
Remontando el Saskatchewan, más allá de Cumberland House, Saskatchewan y siguiendo aguas arriba por el río Saskatchewan Norte casi hasta las montañas Rocosas en Fort Edmonton y Rocky Mountain House, Alberta. El río Saskatchewan Norte es aproximadamente el límite meridional del boscoso país de los castores. No había ningún portaje entre Cumberland y Edmonton, pero sí frecuentes bancos de arena y un tramo de unas 125 millas de fuertes corrientes, al este de Prince Albert, en el que las canoas debían de ser arrastradas contra la corriente mediante cuerdas. Aguas arriba de Prince Albert está el país de la pradera La Montée, donde los voyageurs eran alimentados por los cazadores de búfalos. Se utilizaron tanto embarcaciones tipo York como las canoas del Norte. El comercio con las tribus a lo largo de la ruta se vio facilitado por el hecho de que el idioma cree era hablado por todas ellas. No hay, por supuesto, ninguna ruta en canoa que logre atravesar las montañas Rocosas.
El río Assiniboine, que se encuentra con el río Rojo justo al sur del lago Winnipeg, proporcionó otra ruta hacia el oeste. Las Rutas del Río Rojo, que fluye en dirección norte hasta entrar en el extremo sur del lago Winnipeg, adquirió cierta importancia después de 1812 con el establecimiento de la Colonia del Río Rojo y cuando los métis comenzaron a suministrar pemmican de búfalo para alimentar a los voyageurs. Ambos son ríos de las praderas y no son, ni eran, buenas regiones para el castor. Gran parte del transporte era realizado a caballo y mediante carromatos del tipo río Rojo (Red River cart).

## Cuenca del río Mackenzie

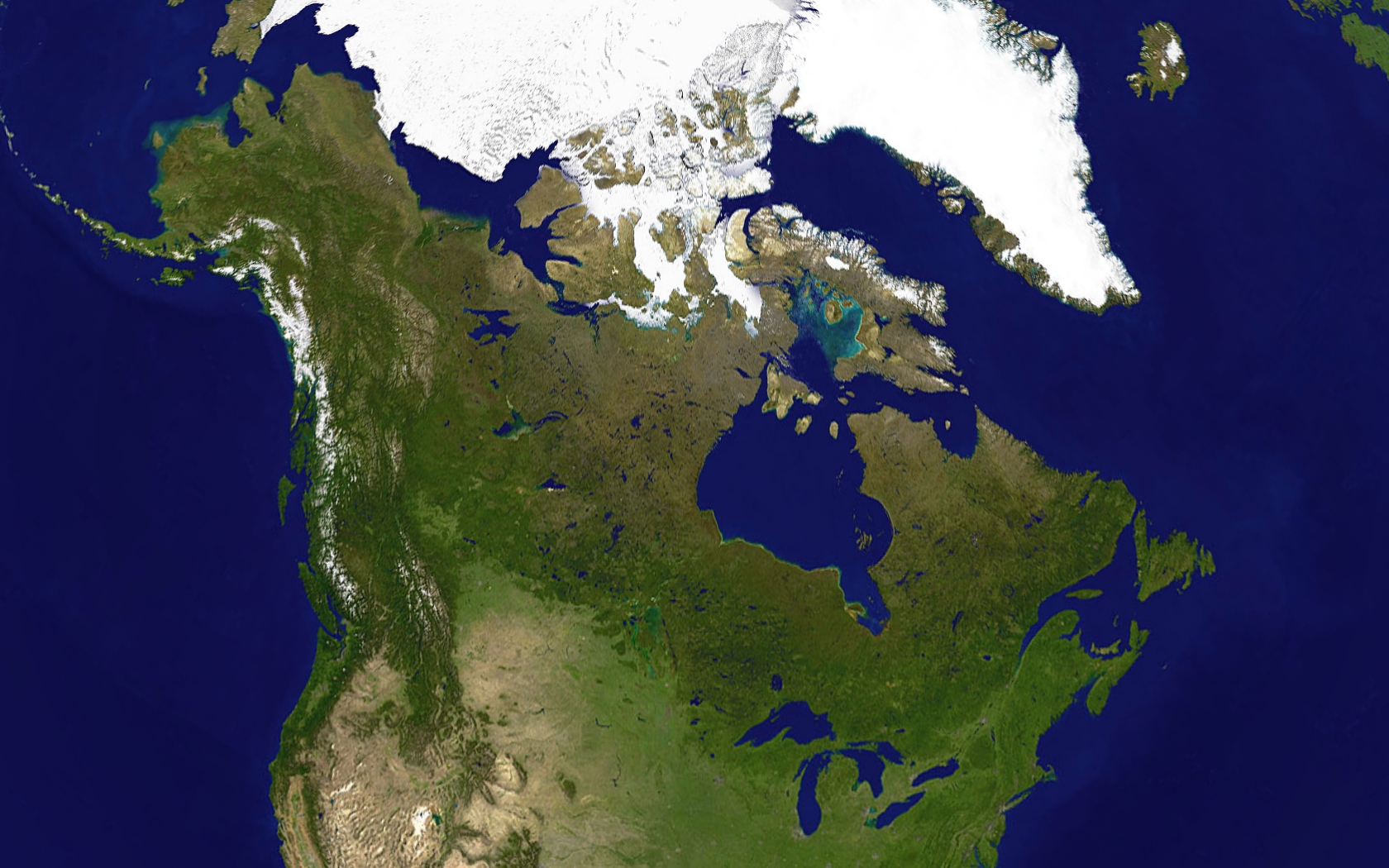
Eje boscoso. Nótese la pradera, de color claro, en el suroeste y los Barren Grounds, grisáceos, al noreste.

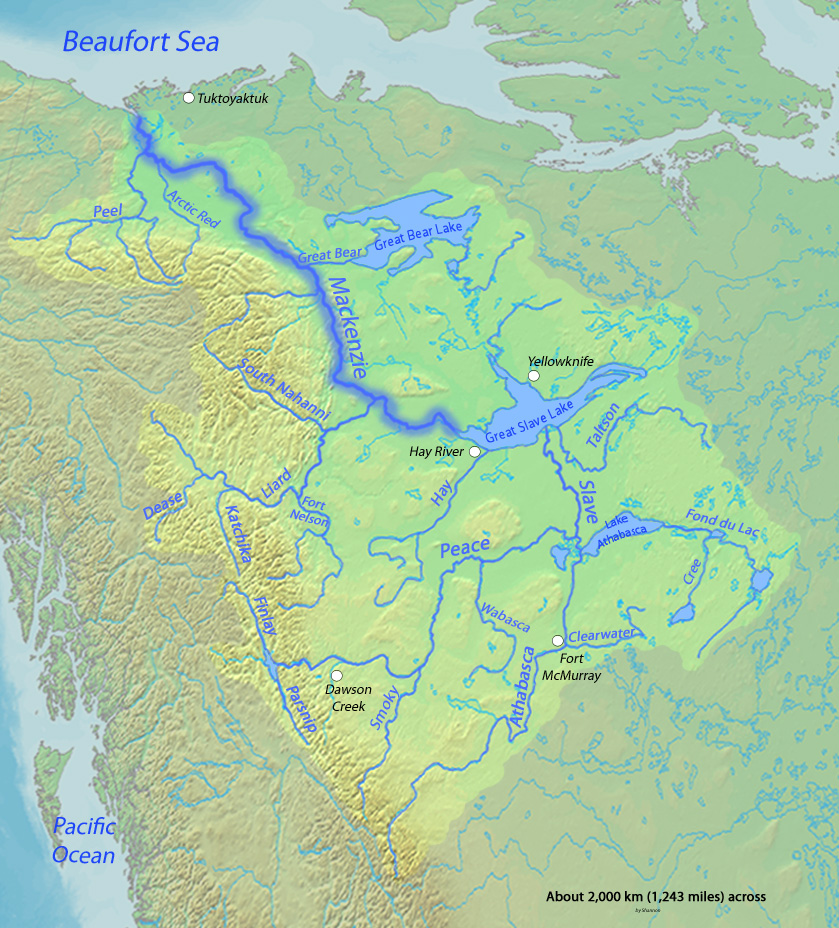
Cuenca del Mackenzie. Haga doble clic para ver el río Clearwater. El lago La Loche está al sur de la 'w' en 'Clearwater. la mejor región para los castores estaba hacia el sur y a lo largo de las montañas Rocosas.

El eje que va desde el lago Superior hasta el río Mackenzie discurre a lo largo del lado suroeste de las regiones boscosas del castor, entre las praderas, al suroeste, y la Barren Grounds, al noreste. En esta región las pieles de castor son más largas y más gruesas que en el sureste y la parte sur de este eje estaba cerca de la fuente de pemmican. Se partía desde el depósito de Cumberland House, en la parte baja del río Saskatchewan, y se iba en dirección norte, remontando el río Sturgeon-Weir; después se atravesaba el portaje Frog, y se seguía al este por el río Churchill, que en esta zona es sobre todo una cadena de lagos; se continuaba hacia el oeste remontando el Churchill hasta pasado el almacén del lago Île-à-la-Crosse; a continuación, a través del lago Peter Pond se llegaba hasta el lago La Loche y, a través de las 12 millas del portaje Methye, se alcanzaba el río Clearwater, cuyas aguas acaban en el Ártico. El portaje Methye, que fue alcanzado por primera vez por Peter Pond en 1778, rivaliza con el Grand Portaje en ser considerado como el más difícil de los portajes importantes.
Se seguía al oeste descendiendo por el río Clearwater hasta alacanzar el río Athabasca en Fort McMurray, y luego al norte aguas abajo por el Athabasca hasta el delta Peace-Athabasca y el depósito de Fort Chipewyan, en el extremo oeste del lago Athabasca. Esto era lo más lejos que podían llegar las canoas y regresar en una temporada y fue el lugar de reunión para el intercambio y comercio de las pieles de la rica región de Athabasca y más al oeste. Se podía seguir más al norte, por una región más pobre, descendiendo por el río del Esclavo hasta llegar al Gran Lago del Esclavo y luego seguir en dirección noroeste, descendiendo aguas abajo por el río Mackenzie hasta llegar al océano Ártico.

## Costa del Pacífico

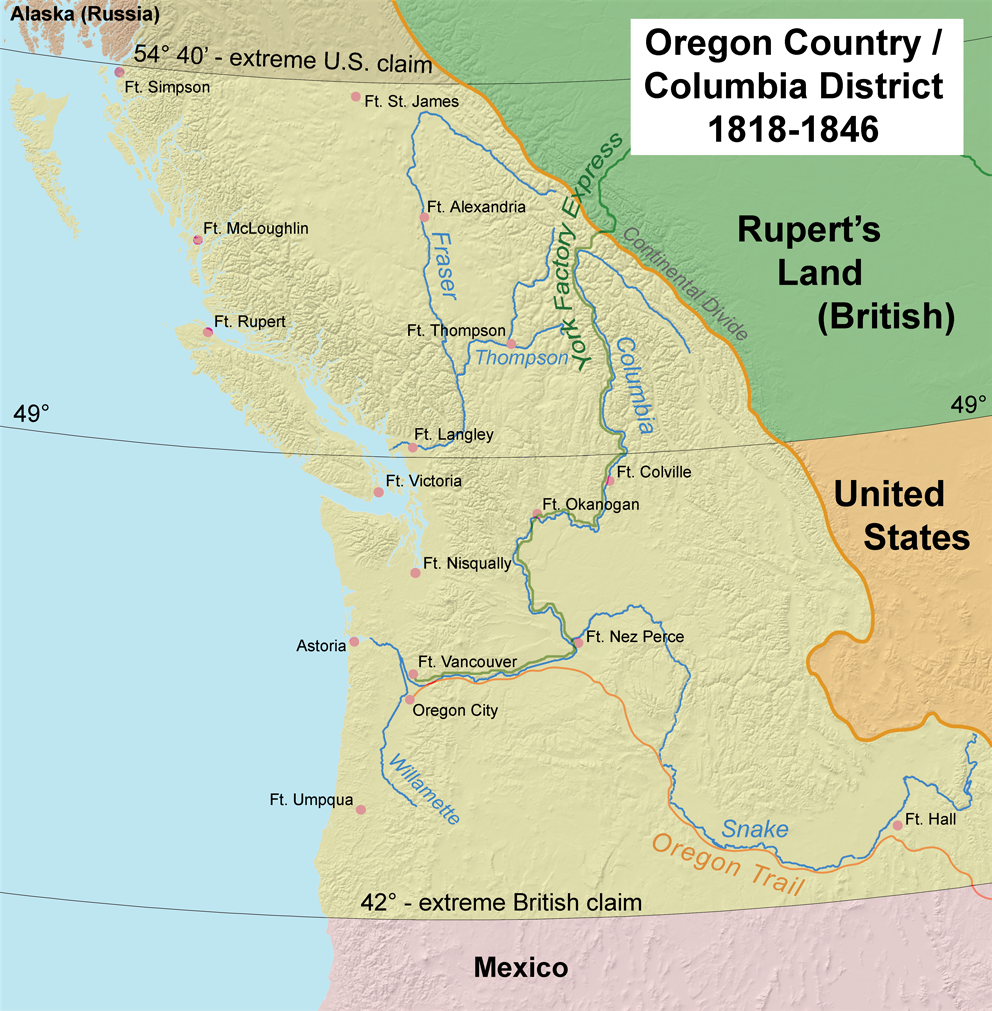
Mapa del Territorio de Oregón

Las rutas de canoa interiores conectaban con los asentamientos británicos en la costa del Pacífico, que comenzaron ya en 1811 cuando David Thompson llegó a la desembocadura del río Columbia. Esta ruta se utilizaba para enviar mensajes y cargas ligeras, pero no era práctica para cargas pesadas. En esta zona los caballos fueron utilizados con más frecuencia que las canoas y las pieles eran capturadas por no-indígenas y exportadas por vía marítima. Aquí compitieron, con bastante éxito, con la American Fur Company. El Territorio de Oregón fue dividido en el paralelo 49ºN en 1846.
El interior de la Columbia Británica se llamó Nueva Caledonia. Las pieles se conseguían, en general, siguiendo aguas abajo el río Peace y se almacenaban en Fort Chipewyan, en el lago Athabasca y eran enviadas a la fábrica de York al año siguiente. Se utilizaron trineos tirados por perros.
El lejano noroeste fue abastecido por una ruta inusual que fue encontrada en 1851 por Robert Campbell, una ruta que viajaba en dirección opuesta a una descrita aquí. Desde el delta del río Mackenzie, se iba en dirección sur remontando el río Peel hasta llegar al almacén de Fort McPherson, (hoy, Territorios del Noroeste). Luego se iba de nuevo de vuelta aguas abajo por el Peel y se emprendía rumbo oeste, remontando el río Rat (por poling o arrastrando, no paleando) o por un camino paralelo y a través de un portaje de una media milla hasta el río Little Bell; a continuación, y ya en la cuenca del Yukón, se iba por el río Bell hasta más allá de un puesto llamado Lapierre's House [la Casa de Lapierre] y después aguas abajo siguiendo el río Porcupine hasta llegar a Fort Yukon (Alaska), en la confluencia con el Yukón, a unos 300 kilómetros al oeste de Fort McPherson. Luego, quedaban al menos 400 millas en dirección sursureste: se remontaba largamente el río Yukón y después el río Pelly; luego se iba aguas arriba por los ríos Findlayson y Campbell y se hacía un portage hasta el lago Frances, ya en la cuenca del Mackenzie. Se seguía aguas abajo por el río Frances hasta alcanzar el río Liard y después se viajaba al este, hasta llegar a Fort Simpson (1803), en la confluencia con el Mackenzie, a unas 275 millas al este del lago Frances. Hubo algo de transporte fluvial en el río Liard, pero su cañón lo hacía muy dificultoso.

## Cuenca del río Misisipí
En 1682 La Salle llegó a la desembocadura del río Misisipí partiendo desde los Grandes Lagos. Desde aproximadamente 1715, los franceses habían tratado de enlazar las cuencas del río San Lorenzo y del Misisipí y confinar a los ingleses en la costa Este. Partían desde el lado sureste del lago Míchigan en dirección este, aguas arriba del río St. Joseph hasta cerca del actual sitio de South Bend (hoy Indiana), y atravesando un corto portaje, alcanzaban el río Kankakee. Luego seguían hacia el oeste, descendiendo el río aguas abajo hasta Kankakee, que se une al río Des Plaines para convertirse en el río de Illinois, que corre hacia el oeste y luego al sudoeste hasta acabar en el Misisipí.
Otra vía era el río Chicago y cruzar el portaje Chicago hasta el río Des Plaines y luego ir al sur hasta el Illinois.
Como alternativa, se partía desde el lado noreste del lago Míchigan, en la cabeza de Green Bay, y se remontaba el río Fox, más allá de los fuertes rápidos hasta el lago Winnebago. Se seguía remontando el Fox y luego se hacía un corto portaje al río Wisconsin y luego se iba en dirección sudoeste hasta el Misisipí. En el momento de la conquista británica había puestos de comercio franceses desde Nueva Orleans siguiendo aguas arriba por los ríos Misisipí e Illinois, hasta los Grandes Lagos.

## Bahía de Hudson

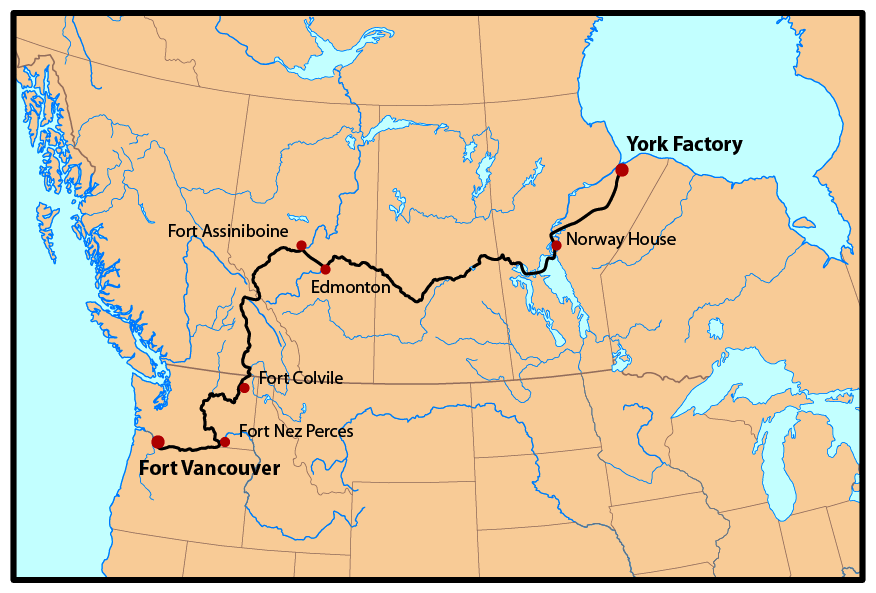
Mapa de la ruta de la York Factory Express, desde los 1820 a 1840. Se recogen los límites políticos modernos.

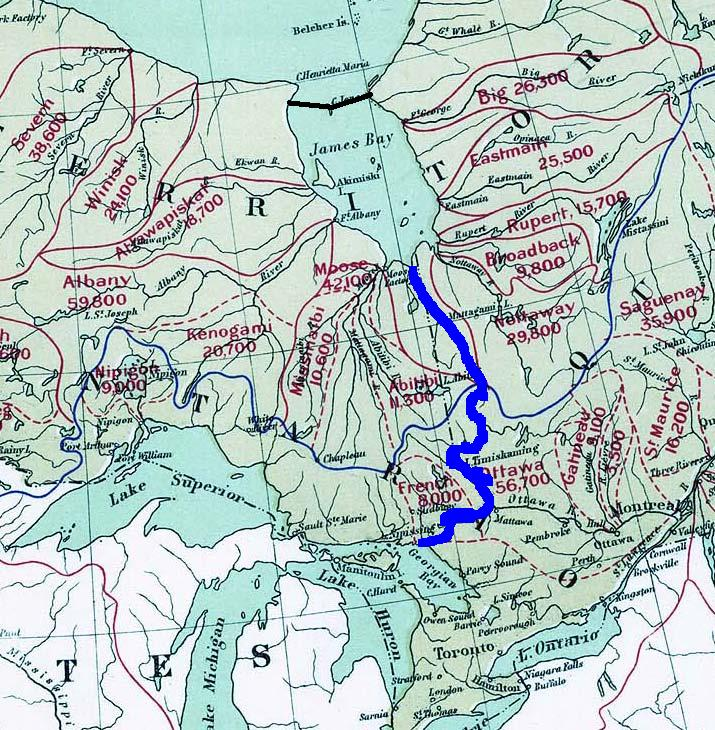
Los ríos alrededor de la bahía James (doble clic). Se marca una posible desviación de agua y está cerca de la ruta al sur desde la Moose Factory

La Compañía de la Bahía de Hudson (Hudson's Bay Company) comenzó a establecer puestos en la bahía desde 1668. A diferencia de los franco-canadienses, los británicos por lo general se contentaban con asentarse en la costa y dejar que los indios les llevasen a ellos las pieles. «Dormidos por el mar helado» (Asleep by the frozen sea), como describió esto Peter Newman. El movimiento tierra adentro comenzó alrededor de 1750, después de que los franceses entraran en el país del Oeste y comenzaran a desviar el comercio de pieles de la bahía de Hudson hacia Montreal. La ruta más importante se desarrolló entre la fábrica York por el río Hayes (no el río Nelson) hasta la Norway House, en el extremo norte del lago Winnipeg. La mayoría de los puestos estaban localizados en la ribera suroeste de la bahía. En el interior había muchas rutas muy complejas, aunque la mayoría seguían ríos demasiado pequeños para que las pudiesen surcar las pesadas canoas de carga.
Las principales rutas, desde el este al oeste, fueron las siguientes:
- en la región de la bahía de James:

- al norte del Eastmain está la región de los Barren Grounds (un término utilizado en Canadá para describir la tundra), una región con pocos castores;
- el río Eastmain, partiendo desde el este de la bahía de James;
- el río Rupert desde la Rupert House (1668): comenzaba en la bahía de Rupert, en la esquina sureste de la bahía de James, y se encaminaba al este, remontando el Rupert hasta alcanzar el lago Mistassini; se seguía hacia el lago Saint-Jean y descendiendo aguas abajo el río Saguenay hasta llegar a Tadoussac, en la confluencia con el San Lorenzo;
- el río Nottaway: desde la bahía de Rupert en dirección sureste hasta llegar al lago Matagami.

- el río Moose desde Moose Factory (1673), en el extremo sur de la bahía de James. Había dos rutas:

- 1) al sur: se remontaba el río Moose y se seguía el río Abitibi hasta alcanzar el lago Abitibi; luego se hacía un portaje a la parte alta del río Ottawa, cerca del lago Timiskaming. Esta fue la mejor ruta desde la bahía de James al Ottawa y fue utilizada por la expedición de Bahía de Hudson (1686);
- 2) al suroeste: se remontaba el río Moose y se seguía el río Missinaibi; luego se hacía un portaje al río Michipicoten y se descendía hasta el lago Superior en Wawa (hoy Ontario). Esta ruta fue utilizada para abastecer la región del lago Superior desde la bahía de Hudson.

- el río Albany desde Fort Albany, en el lado oeste de la bahía de James con Henley House (1743) 120 millas río arriba:

- 1) al suroeste: remontando el Albany, siguiendo luego aguas arriba el río Ogoki, cruce del lago Nipigon y al sur hasta el lago Superior;
- 2) Oeste: río Albany, río Ogoki, al oeste remontando el río St Joseph hasta el lago St Joseph, portaje a un río que va hacia el sur hasta el lago Seul y aguas abajo por el río English hasta el río Winnipeg.

- el río Severn desde Fort Severn en el hombro oeste de la bahía de James. El Severn fluye al noreste desde el área general del lago St. Joseph.

- el río Hayes desde York Factory, la base de las operaciones de la Compañía de la Bahía de Hudson. Remontando la mayor parte del Hayes, a través del río Echimamish a la parte alta del río Nelson y luego aguas arriba hasta la Norway House (Manitoba), en el extremo norte del lago Winnipeg.

- río Nelson desde Port Nelson, justo al norte de la desembocadura del Hayes. Aunque el río Nelson drena el lago Winnipeg, esta ruta se evitó prefiriéndose la del Hayes.

- río Churchill (bahía de Hudson) desde Fort Churchill (1717): esta ruta fue utilizada principalmente por los chipewyans para llevar pieles desde la rica región de Athabasca. La ruta corría desde el extremo este del lago Athabasca remontando el río Fond du Lac hasta llegar al lago Wollaston; luego seguía en dirección sur, a través del lago Reindeer, hasta alcanzar el río Churchill. Esta ruta fue seguida por George Simpson en 1824, pero fue utilizada raramente por los europeos debido a que los grandes lagos conservan su hielo hasta bien entrada la temporada.

- rutas interiores en la región entre los ríos Churchill y Hayes: las pequeñas canoas indígenas utilizaron el Alto y Medio Tracts entre el Hayes y Nelson. Estas rutas quedaron obsoletas después de 1774, cuando fue fundada Cumberland House (hoy Saskatchewan), lo que permitió el transporte de carga pesada en canoas y botes York.

- Middle Tract: un ramal dejaba el Hayes a unas 100 millas de la bahía e iba aguas arriba por el río Fox y el río Bigstone hasta el lago Utik (Deer) y de alguna manera hasta Cross Lake, Manitoba, en el Nelson. El otro ramal salía del Hayes en el lago Oxford e iba por el río Carrot y cruzaba al lago Walker que conecta con el lago Cross, a unas 50 millas al oeste del lago Oxford. Desde el extremo oeste del lago Cross, remontando el río Minag y sobre una divisoria baja al lago Moose y, a lo largo del río Summerberry, hasta el río Saskatchewan.

- Upper Tract: se inicia en el río Nelson en Split Lake, Manitoba,, de alguna manera evitaba unas 150 millas difíciles de la parte baja de Nelson, e iba a unas 200 millas al oeste-suroeste hasta el río Grass, cruzaba el portaje Cranberry hasta el río Goose y aguas abajo por el Goose y el río Sturgeon-Weir hasta el lago Cumberland en el río Saskatchewan, cerca de 50 millas al oeste del inicio del tracto Medio.

- Otra ruta conectaba el Nelson y el Churchill. Iba desde el lago Split al oeste remontando el río Burntwood y un portaje vía lago Kississing hasta el Churchill y remontando hasta portaje Frog.

- al norte del Churchill está también la región de Barren Grounds.

## Lago Champlain-río Hudson

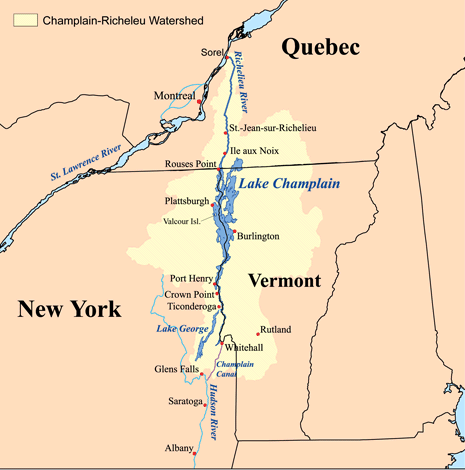
Cuenca del lago Champlain-río Richelieu.

Este fue el eje principal de los conflictos militares entre Francia-Gran Bretaña y Estados Unidos-Gran Bretaña a finales del período. Desde Quebec, se iba río arriba hasta cerca de un tercio del camino hasta Montreal; luego se remontaba aguas arriba el río Richelieu hasta el lago Champlain y se hacía un portaje al oeste, paralelo al río La Chute (una caída de 230 pies en 3 ½ millas) hasta alcanzar el lago George; Finalmente, por tierra, se llegaba al río Hudson y aguas abajo hasta Nueva York.

## Cuenca del Alto Ohio

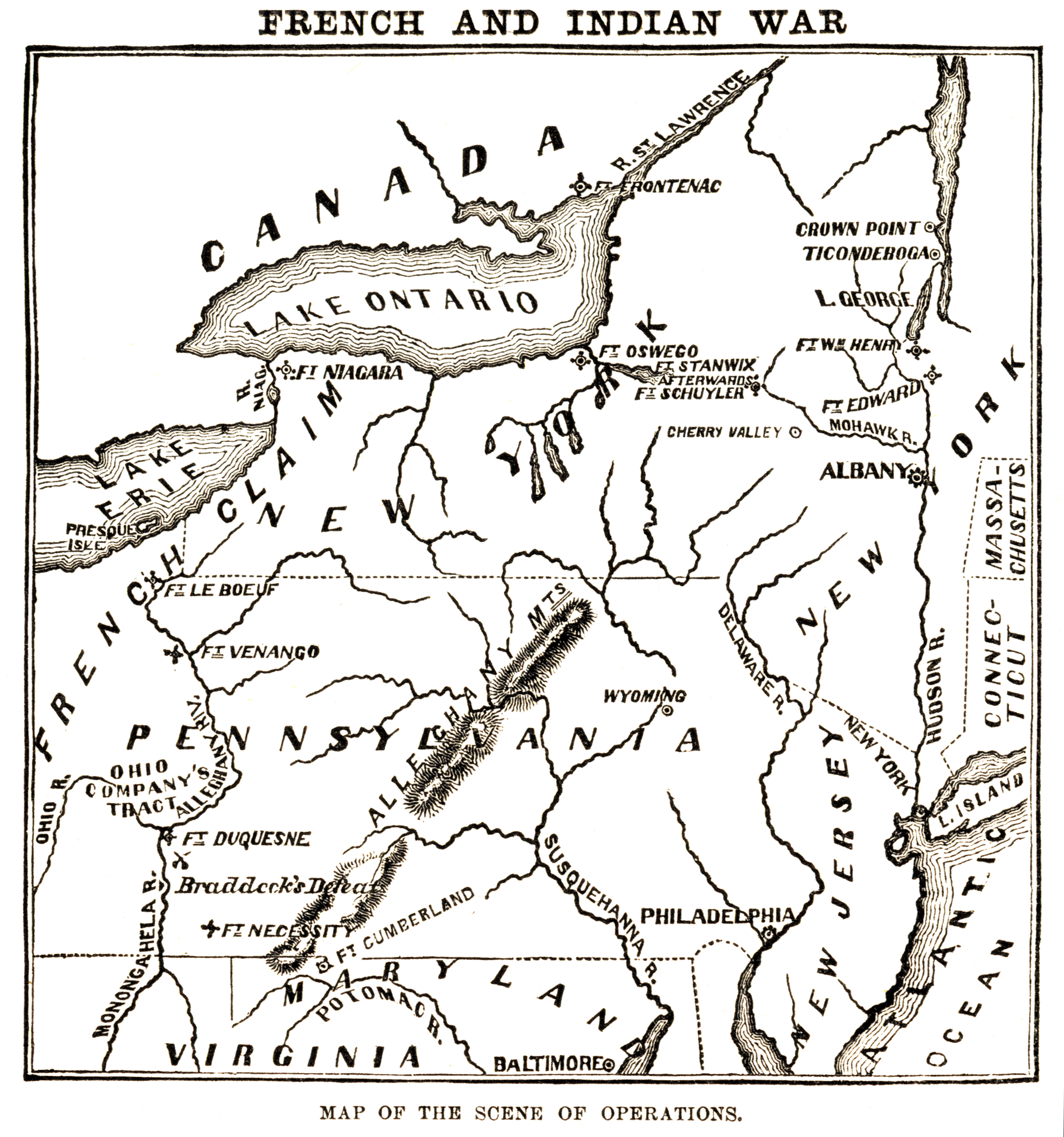
Fuertes y rutas durante la guerra Franco-india

Aunque los franceses habían estado durante mucho tiempo en el territorio del Ohio ( La Salle, en 1669; Fort des Miamis desde 1715), esta zona solo se volvió importante después de 1743, cuando los franceses trataron de bloquear la expansión de los colonos anglo-americanos en el territorio del Ohio.
Desde el lago Erie, en Fort Presque Isle (1753), se iba en dirección sur remontando un camino de carros construido por el ejército hasta llegar a Fort Le Boeuf, situado en la cabeza de la rivière aux Boeufs (arroyo LeBoeuf); luego se seguía aguas abajo por el arroyo LeBoeuf hasta el arroyo French y después a Fort Machault, en su unión con el río Allegheny. Por último se descendía el Allegheny hasta alcanzar Fort Duquesne (1754), en nuestros días Pittsburgh. La respuesta británica a este movimiento fue el comienzo de la guerra Franco-india.